# Carrington, North Dakota
Carrington är administrativ huvudort i Foster County i North Dakota. Enligt 2020 års folkräkning hade Carrington 2 080 invånare.